# Rituál

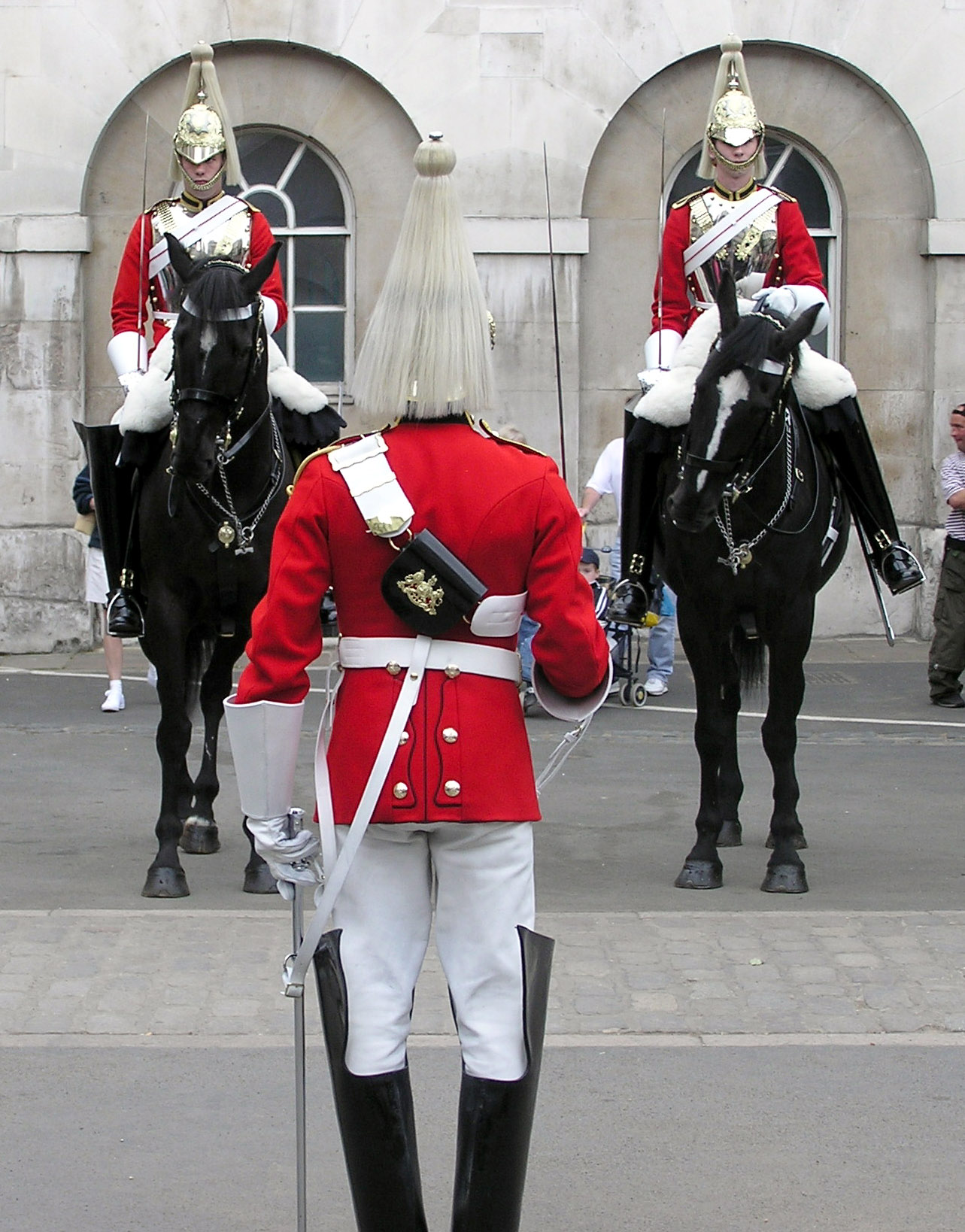
Část ceremoniálu střídání stráži ve Whitehall v Londýně.

Rituál (z latinského ritualis = obřadný), obřad, ceremonie, ceremoniál je způsob chování založený na tradičních, osvědčených, prověřených pravidlech, normách. Rituály bývají např. náboženské, společenské, individuální, čarodějné, firemní nebo organizační, jednoduché až velmi složité.
Z pohledu antropologie se jedná o činnost neinstrumentální povahy, která má přesně stanovený postup, velmi často se opakuje a může nabývat zcela rutinního charakteru. Podle amerického antropologa Roye Abrahama Rappaporta (1926–1997) je to „posloupnost jednání, kterou si účastníci nevytvářejí na místě sami“. Rituál slouží k zajištění správného, úspěšného, opakovaného provedení žádoucích činností pro spolehlivé dosažení cíle a napomáhá upevnění společenské organizace.
Z pohledu psychologie je nicméně rituálem každé jednání člověka, které vykazuje stereotypní opakování a je založené na předem daných pravidlech. V určité míře je takové chování obvyklé u každého jedince (například oblíbená ranní káva), v nadměrné míře však může být příznakem duševní poruchy (například obsedantně-kompulzivní). Rituály mají i zvířata.
Nejčastěji se obřadem nebo ceremonií rozumí (zpravidla veřejná) slavnost, společenská událost uspořádaná podle tradiční soustavy společenských zvyklostí či procesních formalit. Příklady obřadů či ceremonií jsou svatba, křest, mše, imatrikulace, promoce nebo pohřeb. Některé jsou součástí církevní liturgie, jedná zejména o systematické symbolické vyjadřování úcty k Bohu. Ceremoniální průběh mívá zpravidla i soudní proces, maturita, zahájení Olympijských her, státní závěrečná zkouška, předávání školních vysvědčení, slavnostní vyhlášení sportovních výsledků atd. apod.
Člověk provádějící ceremonie a ceremoniály se nazývá ceremoniář, původním českým slovem obřadník.

## Charakteristiky
Rituály nepodléhají účelové racionalitě (nemají konkrétní záměr a racionální cíl), mohou však mít významné funkce:
- integrační
- posílení sdílených hodnot: např. sociální rituály, které jsou považovány za součást kultury, pro svou schopnost byly často využívány i pro politické účely.
- upevnění norem
- posun jedince v životě od jedné změny k druhé

Rituály jsou součástí kultů a náboženství. Psychologickou funkcí náboženského rituálu je podpora a posílení náboženského cítění: protože je rituál společenský, účastníci se navzájem ujišťují, že patří k sobě a mohou se na sebe spolehnout. Rituál může vést až k extázi, k vytržení. To je podporováno hudbou, zpěvem, osvětlením (může jít i otevřený oheň), užíváním symbolů, vonnými kuřidly apod.
Všechny rituály jsou kolektivní záležitostí. Všichni zúčastnění utvářejí posvátný rámec a podmínku daného rituálu. U náboženských rituálů nebo obřadů je účast skupiny nejdůležitější složkou událostí a je prvkem ve spojení s posvátnými silami.
S rituálem (obřadem) se většinou pojí gesta nebo slova (popř. recitace pevně daných textů), doprovázení tancem v určených šatech. Objevují se i oběti (zvířecí, lidské, rituální sebevraždy).

## Typologie rituálů
Neexistuje žádný jednotící systém, do kterého by bylo možné všechny rituály neomylně zařadit. Možná dělení:
- Sympatetické – základ tvoří víra v působení podobného na podobné,[4] části na celek a naopak, slovo na čin. Studiem některých forem se zabývala animistická škola.
- Kontaktní – zde je základ materiálnost, přenosnost vrozených nebo získaných vlastností dotykem i na dálku.[4]

Rituál může působit přímo nebo nepřímo a jejich účinek je pozitivní, či negativní (tabu).

### Další dělení
Podle rozsahu skupiny a společnosti:
- lidové
- národní
- státní svátky
- rodinné rituály a slavnosti
- církevní
- profesní a oborové (např. obchodní, na úřadě, v nemocnici, ve škole)
- firemní
- skupinové – v partě, oddíle apod.

Podle typu samotného rituálu:
- oslavy
- ochranné, tabuové
- úcty:
  - dary
  - uvítací rituály při příchodu a odchodu např. z domu
  - zdravení při setkání
  - loučení a pozdravování
  - galantnost
  - přednost (ve dveřích, při seznámení)

### Přechodové rituály
Přechodové rituály (Rite of passage, ritual de paso), např. pohřeb, maturita, promoce) – náboženské i světské. Jsou to rituály změny v postavení jedince, která je obdobím úzkosti a nejistoty pro konkrétního jedince i jeho okolí. Přichází změna role, která na určitou dobu narušuje vazby a mění je. Celý proces má tři fáze:
1. odluky, odloučení (od skupiny) – jedinec je izolován a často podroben zkouškám, těhotná odvedena, nebožtík uložen v márnici, v rakvi – pohřeb: rozloučení se zemřelým při uložení ostatků: „V době smutku příbuzní mrtvého tvoří zvláštní společnost, nacházející se mezi světem živých na jedné straně a světem mrtvých na straně druhé, z níž příbuzní mohou odejít více či méně rychle podle toho, jak úzce byli se zesnulým spřízněni.“[5]; často jsou součástí rituály pro přijetí na onen svět,
2. pomezí – podstoupení rituálu, který jedince uvádí do nové společenské role, např. mrtvý vystaven v daném prostoru, střežen stráží,
3. návrat, znovupřijetí nového, společensky přeměněného jedince do společnosti.[6]

Přechodové rituály bývají často spojeny s ochrannými. Tak například cílem některých bulharských rituálů je uchránit ženu, plod a později i dítě před zlými mocnostmi. Bulharská budoucí matka si nesměla po setmění mýt hlavu ani se česat, v devátém měsíci nesmí vůbec vycházet z domu, celý týden pak nesměla svléct šaty, které měla u porodu, po narození dítěte příbuzní nosí dárky a každý z nich na matku i dítě plivne, osmý den byl určen pro křest dítěte, po celých čtyřicet dní pak matka nesměla opustit příbytek ani mít pohlavní styk s manželem. Po čtyřiceti dnech přijdou příbuzní vykropit dům svěcenou vodou a až poté se vrací život do normálu. „Tento návrat do společnosti po porodu má v našich společnostech tendenci časově se shodovat s fyzickým šestinedělím.“[zdroj?]
Podle události a situace – důvodu, příležitosti:
- nebezpečí
- stravovací
- spací: ukládání ke spánku, usínání a buzení
- sexuální
- rekreační (volný čas)
- hygienické
- náboženské, zejména bohoslužba (účast na bohoslužbě v Česku považuje za důležitou jen pětina obyvatel)
- svátky (Vánoce, Velikonoce) (93 procent občanů ČR považuje slavení těchto svátků za významné a důležité)
- sloučení – sňatek, svatba jako oslava sňatku
  - pomezní – zásnuby, ohlášky (oznámení svatby)[7]
- těhotenství a zrození: rovněž v etapách
  - odloučení, odchodu těhotné ženy do určené chýše, místnosti apod.
  - omezení: tabu týkající se potravy či sexuality
  - narození: ze začátku je dítě cizincem. Odloučí se od svého prostředí – pupeční šňůra se odstraní, oddělí se od těla matky. K odlučovacím rituálům patří také první koupel či umytí hlavy dítěte. Následují přijímací rituály, a tedy kojení, pojmenování (přijetí do rodiny), kmotření, zápis do matriky (přijetí do společnosti), křest
- vstup
  - iniciace (podle pohlaví): společenská událost, vstup do společnosti, někdy s označováním těla (tetování, obřízka)
  - do povolání: učedník se připojil k nějakému cechu, který míval svá pravidla
  - křest: vstup do náboženské obce. Nejprve se křtili jen dospělí, až pak se dostalo i na křtění dětí
- zásnuby: pomezní období
- svatba:  rituál spojení, závazku a přijetí závazku manželství jak novomanželů, tak společnosti jej respektovat a pomáhat, rodina se vzdává podřízení svého člena a jako kompenzaci dostává dary, druhá přijímá nového člena
- rozvod: rozpojení pečlivě a nákladně navázaného vztahu, v některých společnostech úplně zakázán (křesťanství), nebo značně ztížen (Židé), jinde je to však záležitost velmi jednoduchá spočívající prostě v odchodu či vyhnání z domu (Eskymáci)

- vzpomínkové události
- hostiny
- přijetí jedince do skupiny: S přechodem v prostoru je spojen fenomén odlišení domácího a cizího. Cizinci jsou na různých místech a v různých kulturách přijímáni různě, od zabíjení po uctivé přijetí až zbožňování. Když byl cizinec přijat do nějaké společnosti, musí projít také odlučovacími rituály, když skupinu opouští – poslední výměna dárků, společné jídlo či pohárek na rozloučenou

### Kategorie rituálu
Podle antropologického přístupu má rituál 2 kategorie:
- symbol (metafora) pro „něco jiného“
- ceremonie (etiketa): způsob chování

Způsob chování – v přeneseném smyslu se jako „rituální“ označuje v psychologii neodbytné opakování stereotypních pohybů, jimiž pacient nic nesleduje, ale které mu však přinášejí úlevu od tenze. Časté jsou rituální chování u řady duševních poruch, například neurotických (kompulze je příkladem takového rituálního chování) nebo poruch autistického spektra.

## Výzkum rituálu
Srovnávací studia
Využívají nejen přímého porovnávání, ale i autoritativní texty, ústní tradici a výpovědi jednotlivých účastníků. Jedním ze zakladatelů je Émile Durkheim, dále pokračovala škola „Myth and Ritual “ S. H. Hooka. Ta prosazovala tezi o blízké souvislosti mýtu a rituálu.
Některé pozdější srovnávací studie ukazují velké množství variant fenoménu kultu, ale zdržují se výkladu jeho smyslu. Naopak některé antropologické studie se snaží o filozofické určení pojmu a následně popisují smysl konkrétních forem rituálu. Jsou i formy výzkumu, které mají za cíl klasifikaci fenoménů a forem.
Joseph Watts s kolegy zjišťoval postoj 93 kultur k lidským obětem a odtud usoudil, že právě rituální lidská oběť umožnila prostřednictvím náboženských představ vytvořit hierarchickou společnost. Podobnou hypotézu popsal už dříve Sigmund Freud, například v knize Totem a tabu.
Další typy výzkumů 
Další typy výzkumů se zabývají např. funkcemi, postavením nebo pozicí rituálů. Je nutný předem daný model (vztahující se k celým kultickým obřadům nebo na určitou strukturu kultu), který je určen na konkrétní typ výzkumu. K takovému bádání je potřeba i rozsáhlý etnografický materiál.
Existují i výzkumy, zaměřující se na výklad symbolických souvislostí rituálního jednání – např. Mary Douglasová poukázala na smyslovou souvislost mezi dělením sociální skutečnosti, kosmologickými představami, tělesnými zkušenostmi a rituálním jednáním. Cílem je potvrzení, že náboženské a další způsoby jednání, jsou součástí základních kulturních struktur.
Etnologické výzkumy spojují kulty s přesnými sociologickými kategoriemi. Podle tohoto pojetí lze rituály rozlišit na:
- manuální
- ústní (modlitba)
- negativní (tabu)[11]

Z etnologických výzkumů vychází studie, poukazující na biologickou podmíněnost rituálních způsobů chování.

## Náboženský rituál

### Rituál v křesťanství
Rituál lze označit jako:
- kult – standardizovaný soubor úkonů vymezující kolektivní i individuální náboženské chovaní. S těmito rituály se setkává „západní svět“ nejčastěji, proto je těžké v popisování dodržet „vědecký odstup“.[12]
- nebo jako úcta k Bohu – vnitřní nebo vnější, soukromá i veřejná. Má význam pro integraci křesťanské pospolitosti. V některých církvích je veřejný kult písemně fixován v podobě zvláštní liturgie nebo ritu.[13]

Obecně rituály nebo obřady v náboženství jsou zinscenované, předem dané události. Jejich funkce je: „...uvádění shromážděných ve spojení s posvátnými silami“. V západní kultuře jsou to výroční rituály Vánoce a Velikonoce. Také obřady pro jednotlivce, např. svatba, biřmování. Účastník je připravován na blízkost posvátna – např. pomocí zpovědi. Tuto „sakralizaci“ považují někteří antropologové (H. Hubert, M. Mauss) za jeden ze společných rysů rituálů. Jde o vnější projevy víry, označované jako obřady. Jedná se o sociální jednání smyslově dostupné, kde je důležitý i prostor a čas. Společnými prvky shromáždění církve jsou:
- čtení z Bible a výklad (kázání, homilie)
- modlitby: mohou být předem určené i improvizované, individuální, společné a formou mluvenou i zpívanou
- symbolické úkony: svátosti (např. křest, biřmování, eucharistie, manželství)
- místo konání: především kostel (nebo chrám, svatyně), kde jsou viditelně uspořádána místa pro jednotlivé činnosti a osobu vedoucí obřad[14]

Jednotlivé církve užívají vybranou soustavu rituálů – liturgií – ritů.

#### Rity
Ustálená soustava křesťanských obřadů, rituálů se nazývá ritus.
Východní liturgie byla blíže lidu, díky upřednostňování lidových jazyků a využívání symbolů. Ve východních církvích existuje pět hlavních ritů:
1. byzantský
2. západosyrský neboli antiochejský
3. východosyrský neboli chaldejský
4. alexandrijský
5. arménský

Na západě je užívaný tzv. římský ritus – západní klasická liturgie (v různých malých obměnách) je používána více než polovinou všech křesťanů.

#### Křest
Proces křtu je hlavním iniciačním rituálem křesťanského náboženství a objevuje se již v Novém zákoně. Křtem se člověk stává součástí církve a platí pro něj její zákony. Kořeny křtu jsou ve „velkém poslání“. Matouš popisuje, jak Ježíš před svým nanebevstoupením nařizuje učedníkům, ať jdou ke svým národům a získávají mu další učedníky. Mají také křtít ve jménu Otce, Syna i Ducha svatého. Z toho vyplývá, že sám Ježíš byl křtěný a podle Jana Křtitele křtil i jiné. Udává se, že právě Jan Křtitel byl ten, kdo křtil Ježíše v řece Jordán. Jan Křtitel křtil dospělé lidi, později v době se ale rituál křtu přenesl především na děti, aby předešel prvnímu hříchu.
Z hlediska Nového zákona je křest pětinásobně symbolický:
1. Je to vyhlášení jednoty s Ježíšem, je vyjádřením solidarity s ukřižováným a vzkříšeným Ježíšem (Ř, 6, 3-4).
2. Je znakem očisty – „koupele“, při níž jsou smyty hříchy (Sk 22, 16; Ef 5, 25-27; Tt 3,5).
3. Je to vyznání víry, kde je Ježíš označen jako Pán (1 Tm 6, 12).
4. Je to obřad uvedení do lůna církve (1 K 12, 13; Ga 3, 26-28).
5. Je to důkaz přítomnosti Ducha, kde Bůh označuje pokřtěného svým znamením (Ef 1, 13-14).

Křest vyžaduje proces přípravy, který se nazývá katacheze (katecheze) (hodiny náboženství, kázání pro děti, prohlubování křesťanské víry). Dospělá křtěná osoba se nazývá katechumena a její učitel je zvaný katecheta. Ten vyučuje znalosti z oblasti náboženství a připravuje křtěného na obřad.

#### Biřmování
Biřmování je iniciační svátostí, při které dochází k obnově slavnostního slibu daného při křtu. Biřmování se uděluje pomazáním olejem na čelo (kříž), spolu s vkládáním rukou biskupa svátosti. Svátost biřmování může přijmout každý pokřtěný člověk, který již dosáhl věku užívání rozumu. Biřmování uděluje biskup, pokud ale je křesťan v ohrožení života, je možné, aby mu udělil biřmování jakýkoliv kněz. Uděluje se pomazáním olejem na čelo (kříž), spolu s vkládáním rukou biskupa svátosti a slovy: „[Jméno ve vokativu], přijmi pečeť daru Ducha svatého“. Po pomazání následuje symbolický políček biřmovanci na tvář.

#### Bohoslužba
Jedním z obřadů je bohoslužba. Většinou má daný řád, ale není vyloučena možnost improvizace. Podle liturgického kalendáře se čtou předepsané pasáže Bible. Křesťanskou bohoslužbu můžeme rozdělit na mši (hlavní bohoslužba, čtení z Písma a kázání, eucharistie), bohoslužbu slova a liturgii hodin.

#### Manželství
V křesťanství je manželství považováno za tělesné a duchovní spojení muže a ženy. „Proto opustí muž svého otce a přilne ke své ženě a stanou se jedním tělem“ (Gn 2,24).
V katolické církvi je manželství považováno za jednu z nezrušitelných svátostí.

#### Svátky
Vánoce jsou výročním křesťanským svátkem, kdy se slaví narození Ježíše Krista. Období, které je časem příprav na tento svátek se nazývá advent. Vánoce se slaví od 24. prosince (poslední den adventu) do 6. ledna (svátek Tří králů). Tradičními symboly Vánoc je například vánoční stromek, betlém či adventní věnec, který slouží k odpočítávání adventu.
Velikonoce oslavují vzkříšení Ježíše Krista, ke kterému došlo po jeho ukřižování. K velikonočním rituálům patří malování vajíček, hodování či polévání chlapců vodou.
Liturgický čas je určen liturgickým kalendářem. Začíná nedělí (den odpočinku a začátek týdne). Křesťanský rok má několik období (odlišnosti jsou v pravoslavné liturgii): advent, vánoční období, předvelikonoční půst, Velikonoce a seslání Ducha svatého. S kalendářem je spojené i slavení světců.

### Rituály v judaismu
Rituál je v judaismu považován za obřad nebo řád, tj. pravidelné, kultickou tradicí určené opakování bohoslužebných (někdy i magických) úkonů. Každý rituál je vázán na určité místo a dějinnou událost. Typickým židovským obřadem je vyzdvihování tóry ze svaté schrány a její ukládání za doprovodu zpěvu a modlitby.
Bar micva je tradičním židovský rituál, kdy dochází k přeměně chlapce na muže. Provádí se první sobotu po chlapcových 13. narozeninách. Chlapec se stává dospělým pouze z náboženského hlediska a také zodpovědným za plnění příkazů a zákazů Tóry. Při tomto obřadu čte poprvé z Tóry, následně má své vlastní kázání. Při Bar Micva obdrží také dárky jako „talit“ nebo modlitební řemínky. Může také začít nosit kipu. Zároveň vzrůstá jeho váženost ve společenství, protože už se může počítat do „minjanu“.(zdroj)
Bat micva je obdobou tradičního rituálu Bar Micva. Tento rituál probíhá u dívek, jeden den po jejích 12. narozeninách. U dívek dochází k tomuto obřadu dříve především proto, že dospívají dříve než chlapci. Dívka je při Bat Micva poučena o hygieně těla, menstruaci a o tom, jak má přistupovat k domácnosti.
Brit mila čili obřízka je chirurgický zákrok, který se provádí buď v synagoze nebo v domácnosti. Tato rituální událost je vykonávána po narození chlapce (většinou 8. den po narození), kterému je při tomto zákroku odstraněna předkožka.
Bohoslužba je v judaismu každodenní rituál, který je nutno provádět třikrát denně. Modlitby se dělí na ranní (šachrit), odpolední (mincha) a večerní (maariv).  (zdroj)
Pidjon ha-ben znamená, že když se manželům narodí prvorozený syn, musí být tradičně (dle starého zákona) vykoupen. Tento rituál probíhá potom, co chlapec obdrží své jméno a je mu provedena obřízka. Peníze, za které je svým otcem vykoupen, v mnoha případech putují na dobročinné účely, či na rekonstrukci synagogy.

#### Uzavření manželství
Svatba, neboli posvěcení manželství, je velmi slavnostní společenská záležitost. Má mnoho pravidel, která jsou pro Židy nezbytná a nepostradatelná. Židovské právo uzavírá sňatek dle tří odlišných prostředků: převedení věci, která má určitou cenu – „kesef“, potom dokladu nebo listiny, nazývané „šetar“ a společného života – „bija“. Celá slavnost je zahájena dopolední modlitbou a probíhá za účasti celé židovské obce. Důležité je, aby zde nechyběli „minjan“ – minimálně deset dospělých židovských mužů. V místě konání události je vždy připraven baldachýn, kterému se říká „chupa“. Symbolizuje nový domov budoucích manželů a zároveň označuje uzavření sňatku.
Ženich a nevěsta se nejprve setkávají s jejich kmotry. Právě ti je k chupě dovedou. Dalšími účastníky slavnosti jsou svědci, kteří mají za úkol dohlédnout nad ženichovým podpisem svatební smlouvy. Ta je většinou podepsaná již před samotným obřadem. Obřad zahajuje rabín, plní pohár vínem, ze kterého se musí budoucí manželé napít. Od této chvíle budou život prožívat společně. Poté se předávají prsteny. Nevěsta musí od ženicha dostat tzv. „kesef“, což je kus stříbra. Následuje přednes žalmu a zazní požehnání. Celé manželství je stvrzeno až potom, co nastane „jiduch“ – spojení. Pár v tiché místnosti poprvé jí společné jídlo. Tímto je jejich společný život plně vyjádřen. Novomanželé upíjejí z poháru podruhé a před ženicha se postaví cokoliv křehkého, co musí nohou rozbít. Tím je celá chupa ukončena. Následuje popřání štěstí – „mazal tov!“ a společná slavnostní hostina.

#### Židovský pohřeb
Židovský pohřeb patří mezi rituály, které stejně jako u ostatních náboženství značí rozloučení se zemřelou osobou. Zesnulý je zahalen do bílého pohřebního pláště – „rubáše“ a následně uzavřen do rakve. Pohřeb my se měl konat nejlépe v ten den, kdy osoba zemřela. Zpopelnění zesnulého je v židovství zcela zakázané. Během pohřební ceremonie jsou odříkávány modlitby a následuje smuteční řeč, které se ve většině případů ujímá rabín. Poté se všichni účastníci smutečního obřadu seřadí do zástupu. Jako první vychází hodnostář pohřebního bratrstva s malou pokladnou na milodary. Dále blízcí příbuzní, představenstvo pohřebního bratrstva, rabín a jako poslední muži, po nich až ženy. Po přesunutí rakve do hrobu každý symbolicky přisypává tři lopatky hlíny. Zbytek obřadu probíhá v synagoze. Na konci si všichni symbolicky umyjí ruce a přesouvají se na „hostinu útěchy“.
Pro truchlící pak začíná šiva, smuteční týden. Den pohřbu se počítá jako první. Během tohoto týdne by truchlící neměli opouštět své obydlí. Tím zesnulému vyjadřují veškerou úctu a soucítění.

#### Rituální předměty

##### Mezuza
Mezuza je pergamenový obdélník, do nějž jsou vypisovány biblické pasáže. Bylo známo, že Židé tyto pergameny nosili zavěšené kolem krku. Měly prý jakési ochranné vlastnosti. Dvakrát během sedmi let se kontroluje jejich stav a pokud jsou opotřebované nebo nastává nějaké neštěstí, vždy se vyměňují za nové. Mezuza se umisťuje „diagonálně na pravé veřeje všech místností kromě koupelen a toalet“.
Ukázky drážek ve veřejích lze vidět ve starých židovských čtvrtích v Izraeli, například v jeruzalémském Starém Městě nebo v Hebronu. Na konci pergamenu se vyskytuje jedno z božích jmen a zároveň akronym výrazu šomer dlatot jisrael – „ten, který chrání dveře Izraele.“

##### Šabatové jídlo
Šabat je oficiálním dnem odpočinku. Každá rodina ho dodržuje jiným způsobem, často je však doprovázen typickými rituály, které daly vzniknout mnoha ceremoniálních předmětů. Většinou začíná v pátek večer, předtím, než zapadá slunce. „Dříve, než se setmí, musí být dokončeny všechny domácí práce.“ Paní domu zapaluje svícen, který se umisťuje tak, aby byl „vidět od šabatového stolu“. 
Večeři v tento svátek předchází tzv. „kiduš“. Znamená požehnání vínu. Při tomto obřadu se používají speciální poháry, které jsou v rodině velmi ceněné a často se předávají z generace na generaci. Také se žehná šabatovým bochníkům, nazývajícím se „chala, pl. chalot“. Ty se při odříkávání modlitby přikrývají vyšívanou přikrývkou „chalu“. Nůž, kterým se chala krájí, je vyzdoben speciálními nápisy, jako například „vyhrazeno pro svatý šabat“.
Poté následuje sváteční večeře. Na konci Šabatu se provádí havdala, krátký obřad, který ukončuje šabat a vítá začátek nového týdne. Při tomto rituálu se užívají tři ceremoniální předměty: spletená svíce, schránka na koření a pohár. Většinou jsou zhotoveny ze zlata a stříbra.

### Africké rituály
Africké státy jsou protkány vesměs podobnými rituály, výjimku a originalitu tvoří rituály kmene Ndembu v severozápadní Zambii.
Ndembuský výraz pro rituál zní „čidika“, doslovný překlad je jakási „povinnost“. Výrazným rituálem toho kmene je Isoma – patří mezi ženské rituály, jinak řečeno „rituály plození“. Tímto tématem se zabýval antropolog Victor Turner, který dlouhá léta strávil terénním výzkumem v Africe.
Ndembuové věří, že neplodnost ženy je často způsobena stíny vlastní matky, či matčiny matky. Stíny se ženě objevují v té době, kdy již žije s manželem. Právě rituál Isoma má za úkol přimět ženu si vzpomenout na matku a částečně se odpoutat od manžela. Provedením příslušných obřadů a za podmínky, že si žena vzpomene a myslí se vrátí k rodině z matčiny strany, kletba neplodnosti pomine a žena může být znovu schopná počít dítě.

#### Rituální předměty
Mezi rituální předměty patří nejčastěji: sošky, masky, pásy, sekery, oštěpy a jiné bojové nástroje. Rituální masky nejčastěji vyobrazují předky, nebo mrtvé osoby. Masky s ženským obličejem se užívají při tancích předváděných při pohřebních obřadech, svátcích rodových předků a při tancích pořádaných při úplňku.

## Volnočasové rituály
- setkávání se s přáteli (např. každý páteční večer)
- hobby, koníčky (např. dítě chodí každý čtvrtek na klavír)
- sportovní rituály – hrají podstatnou roli u sportovců, sportovních týmů, ale i u sportovních fanoušků. Pro většinu sportovců jsou rituály nedílnou součástí přípravy na sportovní výkon.
  - iniciační: přijetí nováčka do týmů je zpečetěno např. oholením hlavy
  - přípravné: stravovací stereotypy; přesné opakování všech činností praktikovaných v den vítězného zápasu, aby byl zopakován úspěch
  - ochranářské: hokejový zvyk poklepávat brankáře před každou herní třetinou